# اورو
اورو (به فرانسوی: Évreux) شهری است در شهرستان اور در ناحیه نورماندی علیا با جمعیت ۵۱٬۲۳۹ نفر در کشور فرانسه واقع شده‌است